# La Fille qui chante
Albums de Marilou Bourdon
Marilou
(2007)
La Fille qui chante est le premier album de la chanteuse québécoise Marilou Bourdon sorti le 26 avril 2005 au Québec et le 30 août en France.
Parmi les collaborateurs de l'album, on retrouve Jacques Veneruso (qui a écrit entre autres pour Céline Dion, Garou, Johnny Hallyday et Roch Voisine) qui a écrit trois chansons dont la piste d'ouverture Chante, le duo avec Garou Tu es comme ça et Pas d’âge pour rêver. Également présents, deux titres composés par Didier Barbelivien : la chanson éponyme de l'album La Fille qui chante et Deux enfants. Le titre Je voudrais a été composé par Mario Pelchat.
Trois vidéoclips ont également été tournés pour les trois extraits de l’album s'étant rendus jusqu'en première place des palmarès : Chante, Tu es comme ça et Entre les deux yeux.

## Liste des titres
| No  | Titre                       | Auteur                                           | Durée |
| --- | --------------------------- | ------------------------------------------------ | ----- |
| 1.  | Chante                      | Jacques Veneruso                                 | 3:00  |
| 2.  | Tu es comme ça (avec Garou) | Jacques Veneruso                                 | 3:03  |
| 3.  | Pas d'âge pour rêver        | Jacques Veneruso                                 | 2:40  |
| 4.  | Aimer                       | J. Kapler                                        | 3:32  |
| 5.  | La Fille qui chante         | Didier Barbelivien                               | 2:56  |
| 6.  | Entre les 2 yeux            | Erick Benzi, Kristian Lundin, Savan Kotecha      | 3:24  |
| 7.  | Le cœur de mon cœur         | Aldo Nova, Erick Benzi, Martin Hedström          | 3:45  |
| 8.  | Notre histoire              | Claudio Di Pietra, Valentina Yvorra              | 3:15  |
| 9.  | Deux enfants                | Didier Barbelivien                               | 3:59  |
| 10. | Je voudrais                 | Mario Pelchat                                    | 3:56  |
| 11. | Devenir femme               | Antoine Essertier, François Welgryn, Sonia Lacen | 3:27  |

## Classements des ventes
| Pays                   | Meilleure position |
| ---------------------- | ------------------ |
| Belgique (Francophone) | 52                 |
| France                 | 40                 |
| Suisse                 | 68                 |